# August Stein (Unternehmer)
August Wilhelm Stein (* 21. Januar 1842 in Düsseldorf; † 19. Dezember 1903 ebenda) war ein deutscher Kaufmann, Weinhändler und Bergbauunternehmer. Er war einer der Begründer der Zeche Auguste Victoria in Marl-Hüls.

## Leben
Mit 22 Jahren übernahm August Stein nach dem Tode seines Vaters Johann Wilhelm Stein (1793–1864) die Gebrüder Stein Weingroßhandlung und Schaumweinkellerei an der heutigen Steinstraße in Düsseldorf. Stein baute das Unternehmen weiter aus, kaufte viele Weingüter in Geisenheim im Rheingau und erlangte schließlich mit seinem Geschäft große internationale Bekanntheit. Das Unternehmen unterhielt Weingeschäfte u. a. in Düsseldorf, Berlin, Bordeaux und London. Am Düsseldorfer Unternehmenssitz errichtete August Stein große Weinkeller und baute diese stetig aus. Zudem erwarb Stein Beteiligungen an zahlreichen renommierten Hotels in Deutschland.
August Stein begann als einer der Ersten mit Tiefbohrungen auf Steinkohle und erwarb linksrheinisch und im nördlichen Ruhrgebiet umfangreiche Grubenfelder. So gründete er mit Julius Schäfer die Gewerkschaft des Steinkohlenbergwerks „Auguste Victoria“ in Marl-Hüls. Er leitete dieses Unternehmen bis zu seinem Tod als Vorsitzender des Grubenvorstandes. Ferner war er lange Vorstandsvorsitzender der Rheinische Bergbau und Hüttenwesen Aktiengesellschaft in Duisburg-Hochfeld, ein noch heute bestehendes Stahlwerk im ThyssenKrupp-Verbund.
Seine geschäftlichen und unternehmerischen Erfolge führten zur Verleihung des Ehrentitels Kommerzienrat. Stein liegt gemeinsam mit anderen Familienmitgliedern auf dem Golzheimer Friedhof in Düsseldorf begraben.

## Familie
August Stein war verheiratet mit Pauline geborene Westhoff (1843–1913), Tochter des Unternehmers Rudolf Westhoff. Ein Sohn von August und Pauline Stein war der Bergingenieur Paul Stein, der die Zeche „Auguste Victoria“ zu einem bedeutenden Bergwerk mit über 6000 Arbeitern ausbaute. Paul Steins Sohn, Rudolf Stein, leitete 1963 die Rettungsaktionen beim Grubenunglück von Lengede. Der international bekannte britische Chefkoch Rick Stein (* 1947) ist ein direkter Nachkomme von August Steins jüngeren Bruder Julius Otto Stein (1847–1898). Letzterer wanderte nach London aus, um dort das Unternehmen seiner Familie, die Gebrüder Stein Weingroßhandlung und Schaumweinkellerei, zu vertreten.

## Unternehmen
Das Unternehmen Gebrüder Stein Weingroßhandlung und Schaumweinkellerei mit Geschäftsstellen in ganz Europa (u. a. in London, Bordeaux und Berlin) wurde 1809 von den drei Brüdern Johann, Wilhelm und Gerhard Stein in Lintorf (heute Stadtteil von Ratingen) als Brennerei gegründet. Die Herstellung von Branntweinen und Likören erwies sich als so erfolgreich, dass man aus Platzgründen 1820 nach Düsseldorf umzog. Am dortigen Standort wurde die Straße am 26. September 1893 nach Johann Wilhelm Stein (1793–1864), dem Mitbegründer des Unternehmens Gebrüder Stein und langjährigen Mitglied des Düsseldorfer Stadtrats, benannt. Sie verläuft von der Königsallee stadtauswärts bis zur Oststraße. Die Steinstraße in Marl im Stadtteil Brassert ist nach August Stein benannt.